# Vrýses (Lassíthi)
Vrýses, en grec moderne : Βρύσες, est un village du dème d'Ágios Nikólaos, dans le district régional de Lassíthi de la Crète, en Grèce. Selon le recensement de 2011, la population de Vrýses compte 293 habitants. 
Le village est situé à une distance de 3 km de Neápoli, sur la face nord du mont Kavalará.

## Source de la traduction
- (el) Cet article est partiellement ou en totalité issu de l’article de Wikipédia en grec moderne intitulé « Βρύσες Λασιθίου » (voir la liste des auteurs).